# Сан-Джорджо-ди-Пезаро
Сан-Джорджо-ди-Пезаро (итал. San Giorgio di Pesaro) — коммуна в Италии, располагается в регионе Марке, в провинции Пезаро-э-Урбино.
Население составляет 1427 человек (2008 г.), плотность населения составляет 68 чел./км². Занимает площадь 21 км². Почтовый индекс — 61030. Телефонный код — 0721.
Покровителем коммуны почитается святой Георгий, празднование 23 апреля.

## Демография
Динамика населения:

## Администрация коммуны
- Официальный сайт: http://www.comune.san-giorgio.pu.it/ Архивная копия от 8 сентября 2012 на Wayback Machine